# ライネル・デ・グラーフ

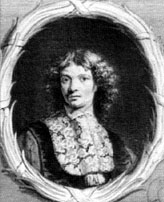
Reinier de Graaf

ライネル・デ・グラーフ（Reinier de Graaf (Regnier de Graaf)、ラテン語表記: Reijnerus de Graeff、名はReynierと表記されることもある。1641年7月30日 – 1673年8月17日）はオランダの医師、解剖学者である。生殖器の解剖学の分野で知られる。

## 生涯
オランダ・スコーンホーフェンで生まれた。ユトレヒト大学とライデン大学で医学を学んだ。教師の一人は、フランシスクス・シルヴィウスであり、同時期の学生にヤン・スワンメルダムやニールス・ステンセンやフレデリクス・ルイシらがいる。膵臓の研究を行った後、フランスへ行き、アンジェの大学で医学の学位を取得した。パリで、生殖器の研究に転じ、1668年の研究結果を出版した。1667年にオランダに戻り、デルフトに住んだが、カトリックであったので、オランダでは教授職につくことはできなかった。32歳で早逝し、自殺説もあるがその死についてはほとんど知られていない。
1673年に、レーウェンフックの顕微鏡について王立協会に報じているが、グラーフは解剖学への顕微鏡の応用にいたっていなかったと考えられている。ヒトの生殖器の解剖学に功績があり、グラーフ卵胞は彼にちなんで命名されている。卵巣内の卵胞の発見や、子宮外妊娠の観察を報告し、卵管の機能を説明した。卵管留水腫などについて記述した。

## 著書
- De Succi Pancreatici Natura et Usu Exercitatio anatomica Medica. 1664
- De mulierum organis in generationi inservientibus tractatus novus. 1672

 ウィキメディア・コモンズには、ライネル・デ・グラーフに関するカテゴリがあります。